# Maylandia
Il genere Maylandia comprende 30 specie di pesci d'acqua dolce appartenenti alla famiglia Cichlidae, sottofamiglia Pseudocrenilabrinae.

## Etimologia
Il nome scientifico del genere è derivato dal cognome dell'ittiologo tedesco Hans J. Mayland.

## Distribuzione e habitat
Tutte le specie del genere sono endemiche del lago Malawi.

## Descrizione

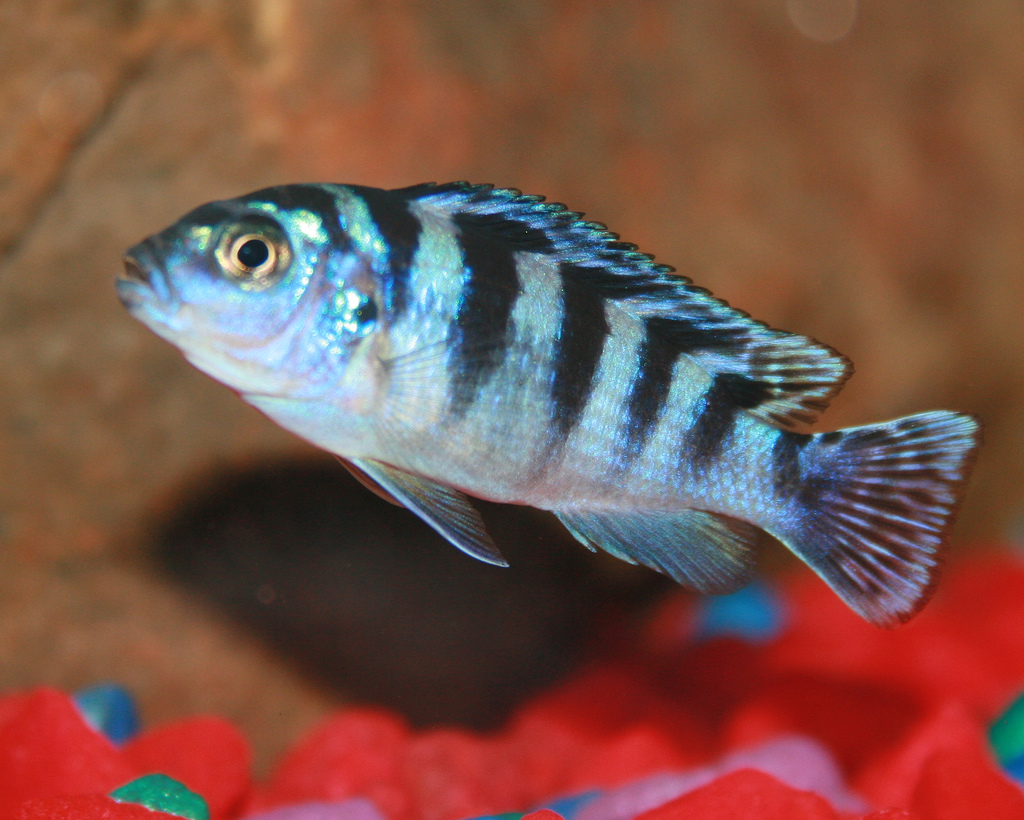
Femmina di Maylandia lombardoi

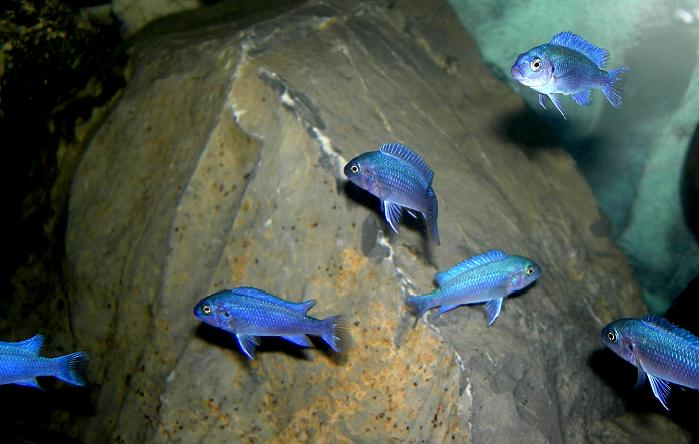
Un gruppo di giovani Maylandia callainos

I pesci del genere Maylandia presentano un corpo allungato, compresso ai fianchi, dall'aspetto robusto, con testa arrotondata, grosse labbra e profilo dorsale e ventrale poco arcuati. La pinna caudale è a delta, a con un accenno di bilobatura. La pinna dorsale è bassa e allungata, più alta verso la parte terminale, con vertice arrotondato. Le pinne ventrali sono lunghe e appuntite, la pinna anale è alta, con vertice arrotondato. 

La lunghezza varia dai 4,5 cm di Maylandia xanthos ai 15 cm di Maylandia livingstonii.

## Riproduzione
Come molte specie di ciclidi del Malawi sono incubatori orali: uno o entrambi i genitori covano le uova in bocca, spesso continuando a proteggere gli avannotti all'interno della loro bocca per un determinato periodo di tempo dopo la schiusa.

## Alimentazione
Questi pesci si nutrono di molluschi e crostacei ma non disdegnano le alghe che ricoprono le rocce sulle quali vivono.

## MaylandiaoMetriaclima?
Il nome Maylandia venne proposto come sottogenere di Pseudotropheus nel 1984, quando venne scelto il nome per la specie mai descritta prima ma già da tempo conosciuta Maylandia greshakei come specie tipo.
Nel 1997 Stauffer et al. descrissero il genere Metriaclima, respingendo il preesistente Maylandia con la moivazione che non esisteva una specie tipo. Due anni dopo Condé e Géry pubblicarono uno studio dove affermarono che Metriaclima doveva essere considerato sinonimo di Maylandia, e lo stesso Maylandia considerato nome valido di genere, proposta accettata dalla maggior parte degli ittiologi.
Alcuni biologi, come Ad Konings, contestano la descrizione del genere, asserendo che non vi sono sufficienti studi per mantenere valido il genere, affermando inoltre che "Maylandia" è un nomen nudum, quindi non considerato esistente e valido per descrivere genere e specie, secondo le regole dell'International Code of Zoological Nomenclature.
Per la redazione di questa voce sono state seguite le informazioni tratte da FishBase, Catalog of Fishes e IUCN, dove il genere Maylandia è pienamente riconosciuto.

## Acquariofilia
Numerose specie del genere sono commercializzati come pesci d'acquario. Il loro successo presso gli appassionati di ciclidi mbuna si deve alle loro livree attraenti e dai colori vivaci, al loro dimorfismo sessuale ben riconoscibile e al loro particolare comportamento riproduttivo e territoriale. Come molti altri ciclidi tuttavia sono da considerarsi pesci per acquariofili esperti, allevabili soltanto tenendo conto delle loro particolari esigenze ambientali.

## Specie
- Maylandia aurora
- Maylandia barlowi
- Maylandia benetos
- Maylandia callainos
- Maylandia chrysomallos
- Maylandia cyneusmarginata
- Maylandia elegans
- Maylandia emmiltos
- Maylandia estherae
- Maylandia flavifemina
- Maylandia glaucos
- Maylandia greshakei
- Maylandia hajomaylandi
- Maylandia heteropicta
- Maylandia lanisticola
- Maylandia livingstonii
- Maylandia lombardoi
- Maylandia mbenjii
- Maylandia melabranchion
- Maylandia mossambica
- Maylandia nkhunguensis
- Maylandia phaeos
- Maylandia pursa
- Maylandia pyrsonotos
- Maylandia sandaracinos
- Maylandia sciasma
- Maylandia thapsinogen
- Maylandia xanstomachus
- Maylandia xanthos
- Maylandia zebra